# Aircrash Confidential
Aircrash Confidential (noto anche come Air Crash Confidential ) è una serie televisiva prodotta da WMR Productions e IMG Entertainment. Il programma indaga su disastri aerei da tutto il mondo. Aircrash Confidential va in onda su Discovery Channel (nel Regno Unito), su Discovery Australia (in Australia ) e in Italia su Focus (con il titolo "Pericolo ad alta quota") e Alpha.

## Episodi
A partire dal 18 maggio 2012 un totale di dodici episodi in due stagioni di Aircrash Confidential sono andati in onda su Focus. La terza stagione è prevista su Alpha dal dicembre 2019. Ogni episodio elencato raggruppa disastri per una specifica causa (ad es. il I episodio tratta catastrofi causati da errori del pilota, il II di malfunzionamenti dei motori e così via). Lo stato del programma suggerisce che sia terminato.